# Кантонська кухня

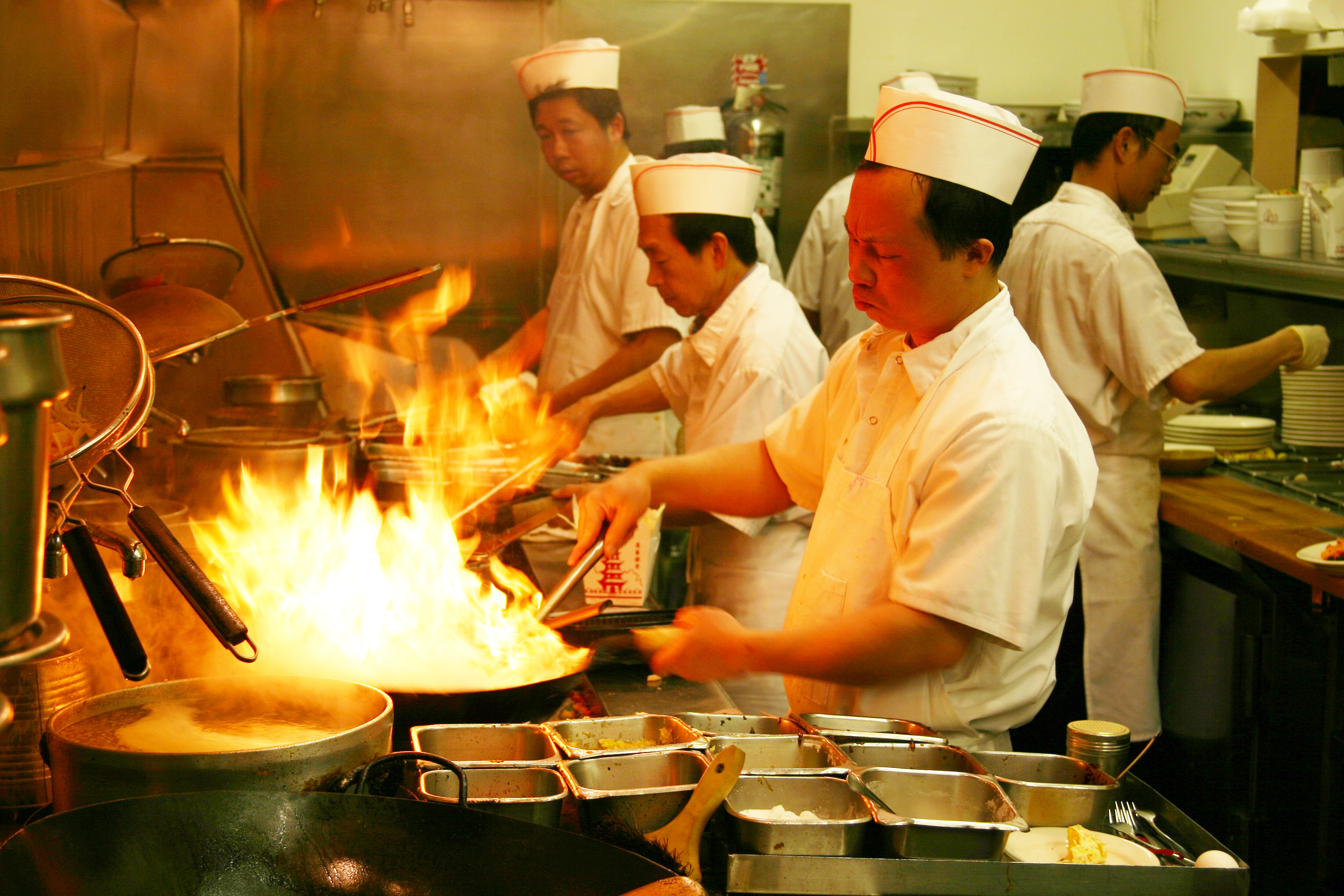
Кухарі, готують за допомогою воків

Канто́нська ку́хня (кит. трад. 廣東菜, спр. 广东菜, піньїнь: Guǎngdōngcài), також знана як кухня Юе або Гуандунська кухня, належить до кухні китайській провінції Гуандун, зокрема, до столиці провінції — Гуанчжоу (Кантон). Є однією з восьми кулінарних традицій китайської кухні. Популярність кантонської кухні за межами Китаю пов'язана з великим числом емігрантів з Гуандуну. Кухарі, навчені кантонської кухні, високо затребувані по всьому Китаю. У минулому більшість китайських ресторанів на Заході подавали в основному страви кантонської кухні.

## Загальні відомості

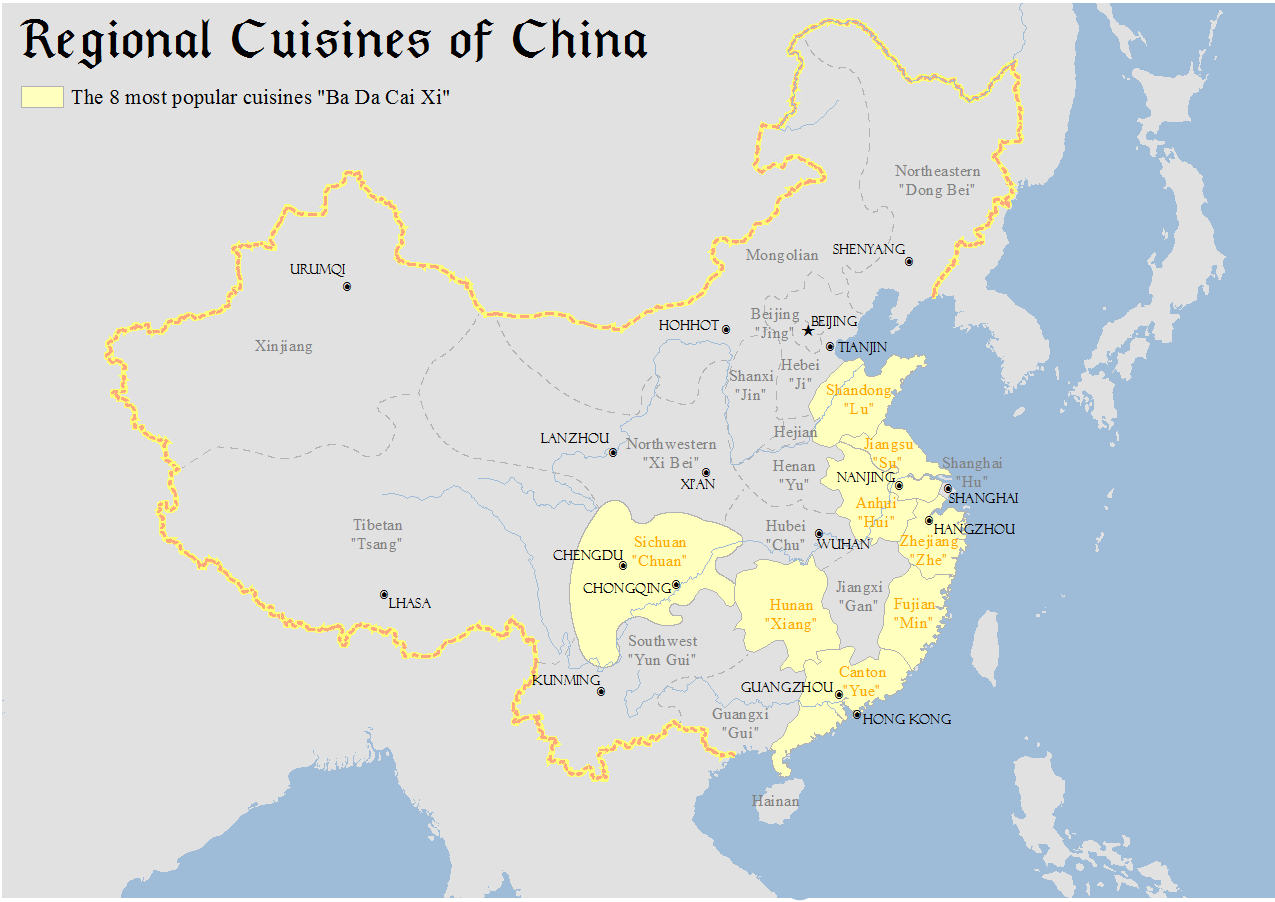
Карта з основними регіональними кухнями Китаю

Гуанчжоу (Кантон), столиця провінції Гуандун, здавна є торговим портом, і в кантонській кухні використовується велика кількість імпортних продуктів та інгредієнтів. Крім свинини, яловичини та курки, кантональна кухня включає практично всі їстівні види м'яса, в тому числі субпродукти, курячі лапки, язики качки, жаб'ячі лапки, змій та равликів. Однак баранина та козлятина використовуються рідше, ніж в кухнях північного або західного Китаю. Використовується безліч кулінарних методів, при цьому найбільшу перевагу віддається приготуванню на парі та смаженню з помішуванням, так як вони відрізняються зручністю й швидкістю. До інших методів відносяться неглибоке прожарювання, подвійна парка, тушкування та глибоке прожарювання.
Багато кухаря традиційної кантонської кухні вважають, що смак кожної страви повинен бути добре збалансованим і не жирним. Крім того, спеції слід використовувати в невеликих кількостях, щоб вони не переважали над смаком основних інгредієнтів, а останні, своєю чергою, повинні бути якомога більш свіжими та якісними. У кантонській кухні не практикується широке використання свіжої зелені, характерне для ряду інших кухонь, таких як сичуанська, європейська, тайська або в'єтнамська кухні. Помітними виключеннями є туберозна цибуля і коріандр, хоча перший з цих інгредієнтів часто використовується як овоч, а другий зазвичай подають в більшості страв як гарнір.

## Характерні страви

### Соуси та приправи
У кантонській кухні використовується ряд інгредієнтів, таких як цукор, сіль, соєвий соус, рисове вино, кукурудзяний крохмаль, оцет, зелену цибулю та кунжутову олію, що забезпечують поліпшення смаку. При цьому в деяких стравах широко використовується часник, особливо тих, де внутрішні органи, наприклад кишки, можуть виділяти неприємні запахи. Також використовується імбир, перець чилі, приправа з п'яти спецій, мелений чорний перець, бодян та кілька інших спецій, але найчастіше в невеликих кількостях.

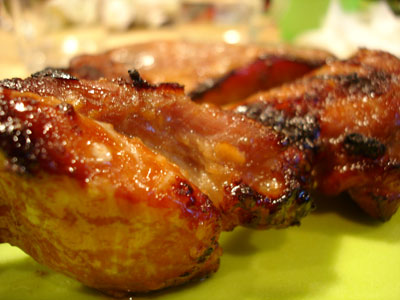
Чар Сіу[en] часто маринують зі сливовим соусом та медом для солодкого смаку
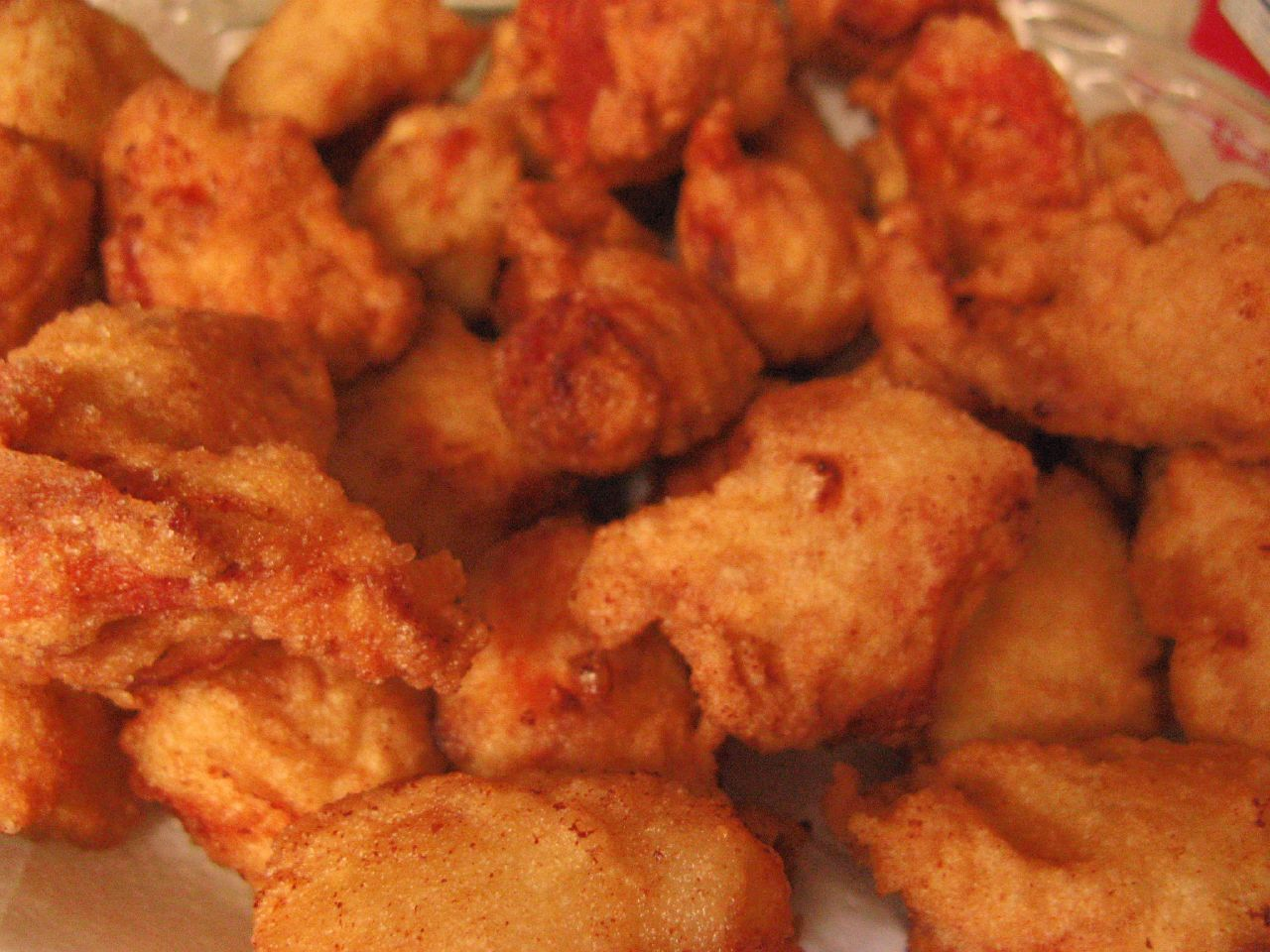
Курка у фритюрі з кисло-солодким соусом. Іншим варіантом є курка з креветковою пастою
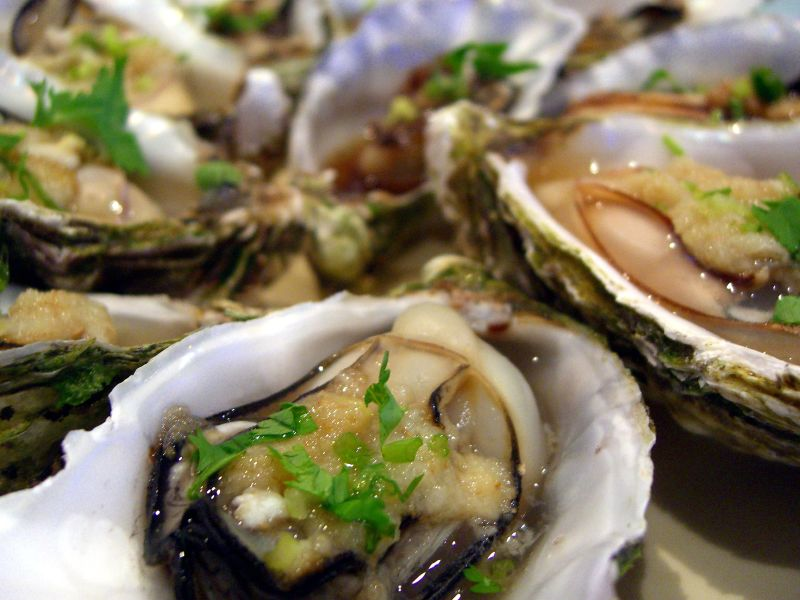
Устриці на пару, приготовані двома способами: з імбиром та часником, а також в соусі з чорних бобів

### Сушені та консервовані інгредієнти
Хоча Кантонські кухарі приділяють велику увагу свіжості основних інгредієнтів, для додання стравам аромату в кухні використовується велика кількість консервованих продуктів. Це може бути пояснено впливом кухні народу хакка, оскільки в минулому хакка були панівною групою, яка займала імперський Гонконг та інші південні території.
Деякі продукти в процесі сушіння, консервування або окислення набувають дуже насичений смак, інші види їжі консервують для продовження терміну зберігання. Деякі кухарі при приготуванні страви поєднують одні й ті ж інгредієнти в сушеній і свіжій формах. Сушені продукти зазвичай занурюються у воду для повторного наповнення водою перед приготуванням. Такі інгредієнти, як правило, не подаються порційно на вибір, а пропонуються разом з овочами або іншими стравами кантонської кухні.

### Традиційні страви
Ряд страв є частиною кантонської кухні з часів перших територіальних утворень в межах Гуандуну. Багато з них входять в меню типових ресторанів кантонської кухні, при цьому деякі простіші страви частіше зустрічаються в кантональних будинках. Кантонські страви домашнього приготування зазвичай подаються з простим білим рисом.
| Українська                                                                       | Зображення | Кит. трад.   | Кит. спр.    | Ютпхін                       | Піньїнь               |
| -------------------------------------------------------------------------------- | ---------- | ------------ | ------------ | ---------------------------- | --------------------- |
| Смажений рис по-кантонськи                                                       |            | 廣式炒飯     | 广式炒饭     | gwong2 sik1 cau2 faan6       | Guǎng shì chǎofàn     |
| Китайська капуста (Choy sum) в устричному соусі                                  |            | 蠔油菜心     | 蚝油菜心     | hou4 jau4 coi3 sam1          | háoyóu càixīn         |
| Рисова каша («конджі») з пісною свининою та «сторічним яйцем»                    |            | 皮蛋瘦肉粥   | 皮蛋瘦肉粥   | pei4 daan2 sau3 juk6 zuk1    | pídàn shòuròuzhōu     |
| Яйце на парі                                                                     |            | 蒸水蛋       | 蒸水蛋       | zing1 seoi2 daan2            | zhēngshuǐdàn          |
| Парні жаб'ячі лапки на листку лотоса                                             |            | 荷葉蒸田雞   | 荷叶蒸田鸡   | ho4 jip6 zing1 tin4 gai1     | héyè zhēng tiánjī     |
| Свинячий фарш на пару з солоним качиним яйцем                                    |            | 鹹蛋蒸肉餅   | 咸蛋蒸肉饼   | haam4 daan2 zing1 juk6 beng2 | xiándàn zhēng ròubǐng |
| Тушковані реберця з ферментованими чорними соєвими бобами (доучі) та перцем чилі |            | 豉椒排骨     | 豉椒排骨     | si6 ziu1 paai4 gwat1         | chǐjiāo páigǔ         |
| Тушкована яловича грудинка                                                       |            | 柱侯牛腩     | 柱侯牛腩     | cyu5 hau4 ngau4 naam4        | zhùhóu niú nǎn        |
| Обсмажена бенінказа з сушеними креветками і фунчозою                             |            | 大姨媽嫁女   | 大姨妈嫁女   | daai6 ji4 maa1 gaa3 neoi5    | dàyímā jiànǚ          |
| Обсмажений водяний шпинат з подрібненим перцем чилі та ферментованим тофу        |            | 椒絲腐乳通菜 | 椒丝腐乳通菜 | ziu1 si1 fu6 jyu5 tung1 coi3 | jiāosī fǔrǔ tōngcài   |
| Кисло-солодка свинина                                                            |            | 咕嚕肉       | 咕噜肉       | gu1 lou1 juk6                | gūlūròu               |

### Страви, що готуються у фритюрі
У кантонській кухні є невелика кількість смажених у фритюрі страв, найчастіше вони представлені як вулична їжа. Вони детально документувалися за часів колоніального Гонконгу в XIX і XX столітті. Деякі з них ототожнюються з кантонським сніданком та обідом, хоча вони також є частиною інших кухонь.
| Українська                           | Зображення | Кит. трад. | Кит. спр. | Ютпхін          | Піньїнь   |
| ------------------------------------ | ---------- | ---------- | --------- | --------------- | --------- |
| Рибні кульки з Cirrhinus molitorella |            | 鯪魚球     | 鲮鱼球    | leng4 jyu4 kau4 | língyúqiú |
| Ютяо                                 |            | 油炸鬼     | 油炸鬼    | jau4 zaa3 gwai2 | yóuzháguǐ |
| Чжалян                               |            | 炸兩       | 炸两      | zaa3 loeng5     | zháliǎng  |